# Герб Сортавальского района
Герб Сортавальского района — официальный конвенциональный (условный) опознавательно-правовой знак, являющийся символом муниципального образования наряду с флагом Сортавальского муниципального образования Республики Карелия Российской Федерации.
Утвержден Решением Совета Сортавальского муниципального района от 31 августа 2006 года. Герб зарегистрирован в Государственном геральдическом регистре РФ под № 2223.

## Описание
В лазоревом поле два золотых турнирных копья накрест с развевающимися червлеными значками о двух косицах, на полотнище каждого из которых - серебряное опрокинутое от древка острие, и с золотыми двойными шнурами с кистями, развивающимися навстречу друг другу. Щит увенчан муниципальной короной установленного образца.

## История
Город Сортавала (Сордвалла) был основан шведами в 1632 году на месте карельского погоста. К концу века Сордвалльское графство получила во владения семья Банер. Позже родовой герб Банеров стал основой городского герба. Вернее из сложного родового герба был взят лишь один элемент - две перекрещенные кавалерийские пики с флажками (банерами).
В 1710 году Сордвалла занята русскими войсками и переименовала в Сердоболь. На городской печати продолжали изображать две пики (с герба Банеров).
Герб Сердоболя (города Выборгской губернии) утвержден Екатериной II 4 октября 1788 года по докладу Сената "О гербах городов Рижской, Ревельской и Выборгской губерний и некоторых городов Олонецкого наместничества" (закон №16716):
Сердобольский старый. В голубом поле на золотых древках красные знамёна, положенные крестообразно.
К концу XIX века флажки на гербе стали не чисто красными, а красными с белым тругольником у древка, добавились также золотые шнуры под навершиями. Таким образом, герб стал ещё более походить на герб Банеров.
В 1918 году Сердоболь переименован в Сортавалу. Герб Сортавалы и Положение о нём утверждены решением городского Совета народных депутатов 28 декабря 1991 года. Согласно статье 2 Положения о гербе: "Герб города Сортавала представляет собой картуш с короной. На картуше на голубом поле изображены флаги, положенные крестообразно. Цвет флагов красный, с белым треугольником в середине. Цвет древков, короны и окантовки картуша - золотой".
С 1991 по 2006 год, герб Сортавальского района использовался как герб города Сортавала.